# Всхожесть семян
Всхожесть семян — это способность семян за установленный срок давать нормальные проростки при определённых условиях проращивания. Измеряется в процентах (как соотношение проросших семян к общему количеству высеянных семян).
Различают два вида всхожести:
1. Лабораторная всхожесть — определяется в лабораторных условиях и указывается в паспорте семян.
2. Полевая всхожесть — определяется по количеству всходов непосредственно на поле, практически во всех случаях она бывает ниже лабораторной.

Именно отсутствие 100% всхожести ограничивает введение точного индивидуального высева для зерновых и создание подобной сеялки. Если в лучшем случае 5–10% семян уже заблаговременно обречены и не взойдут, не имеет смысла раскладывать семена в индивидуальные, математически точно рассчитанные точки поля.
В СССР государственным стандартом ГОСТ 12038—66 устанавливались следующие требования к нормам всхожести семян:
- семена первого класса основных зерновых культур должны иметь всхожесть не ниже 95%;[1]
- семена твёрдой пшеницы должны иметь всхожесть не ниже 90%[1]

Зерновые культуры способны сохранять всхожесть на протяжении длительного промежутка времени. Так, в 1972 году в Японии во время археологических раскопок были найдены зерна гречихи, возраст которых составлял четыре тысячи лет. Зёрна высадили, и они принесли урожай. 